# Les Amitiés invisibles
Pour plus de détails, voir Fiche technique et Distribution.
Les Amitiés invisibles (Die Lügen der Sieger) est un film réalisé par Christoph Hochhäusler en 2014.

## Synopsis
Fabian Groys est un journaliste politique renommé, qui travaille pour un magazine d'actualités de Berlin. Aidé de Nadja, la stagiaire dont il est responsable, il mène une enquête controversée sur la politique du handicap conduite de manière douteuse sous la Bundeswehr. Lorsque Nadja annonce à Groys vouloir renoncer, à la suite du meurtre de son informateur, Groys est pris dans une histoire scandaleuse de déchets toxiques. Lorsque les deux journalistes constatent que les deux histoires se recoupent, tout s'accélère, et le monde de la finance berlinois commence à s'agiter. Quelque chose éveille alors les soupçons de Groys : ses informations sont-elles aussi fiables qu'il le croit ?

## Fiche technique
- Titre original : Die Lügen der Sieger
- Réalisation : Christoph Hochhäusler
- Scénario : Christoph Hochhäusler, Ulrich Peltzer
- Production : Michel André, Bettina Brokemper, Antoine de Clermont-Tonnerre, Birgit Kämper, Olivier Père et Sascha Verhey
- Musique originale : Benedikt Schiefer
- Photographie : Reinhold Vorschneider (de)
- Montage : Stefan Stabenow (de)
- Costumes : Peri de Bragança
- Production : Heimatfilm, MACT Productions et Westdeutscher Rundfunk (WDR), en association avec Arte
- Distribution : Bodega Films
- Genre : Drame et thriller
- Durée : 112 minutes
- Année : 2014
- Pays de production : Allemagne, France
- Langues : Allemand, Français
- Couleur : Couleur
- Dates de sortie :
  - Italie : 17 octobre 2014 (Festival du film de Rome)
  - Allemagne : 22 octobre 2014 (Internationale Hofer Filmtage)
  - Allemagne : 18 juin 2015
  - France : 17 novembre 2015

## Distribution
- Florian David Fitz : Fabian Groys
- Lilith Stangenberg : Nadja
- Horst Kotterba (de) : Hannes Hubach
- David C. Bunners (de) : Général Halmer
- Arved Birnbaum (en) :  Bühler
- Lena Amende (de) : Secrétaire de direction
- Maya Bothe (de) :  Monika Karen
- Gottfried Breitfuss (de) : Nailly
- Daniel Drewes (de) : Employé de Kuros
- Bettina Hoppe (de) : Mme Rangel
- Özgür Karadeniz (de) : Yilvaz
- Jörg Malchow (de) :  Adjudant du général Halmer
- Irina Potapenko (de) : Mme Kodolski
- Volker Ranisch (de) : Gassen
- Niels-Bruno Schmidt (de) : Ouvrier
- Felix Vörtler (de) : Pathologiste
- Jean-Paul Comart : Jaali
- Ursina Lardi : Corinna von May
- Zinedine Soualem : Dan
- Tilo Werner : Joker